# بيار دوليني
بِيَار دُولِينْي (بالفرنسية: Pierre Deligne)‏ هو عالم رياضيات بلجيكي ولد في 3 أكتوبر 1944

 في إيتربيك، بلجيكا، اشتهر بعمله على حدسيات فايل. حائز على جائزة وسام فيلدز.

## وصلات خارجية
- الموقع الرسمي لجائزة وسام فيلدز